# Río Demini
El  río Demini es un río de la selva amazónica del estado de Amazonas, Brasil. Es un afluente del Río Negro.

## Curso
El río Demini nace en el Parque Estatal de Serra do Aracá, fluye hacia el suroeste a través del parque, después hacia el sur para unirse al Río Negro. El río Toototobi es un afluente de la parte superior del río Demini cerca del río Orinoco y de la frontera con Venezuela. Los Yanomami son nativos de esta zona.